# 克拉旺 (卢瓦雷省)
克拉旺（法語：Cravant，法語發音：[kʁavɑ̃]）是法国卢瓦雷省的一个市镇，位于该省西部，和卢瓦-谢尔省接壤，属于奥尔良区。

## 地理
克拉旺（47°49'43"N, 1°34'23"E）面积33.91 平方千米，位于法国中央-卢瓦尔河谷大区卢瓦雷省，该省份为法国中北部省份，北起埃松省，西北接厄尔-卢瓦省，西南接卢瓦-谢尔省，南至涅夫勒省和谢尔省，东临约讷省，东北接塞纳-马恩省。
与克拉旺接壤的市镇（或旧市镇、城区）包括：维莱尔曼、若讷、洛尔日、巴孔、勒巴尔东、梅萨、维洛尔索。

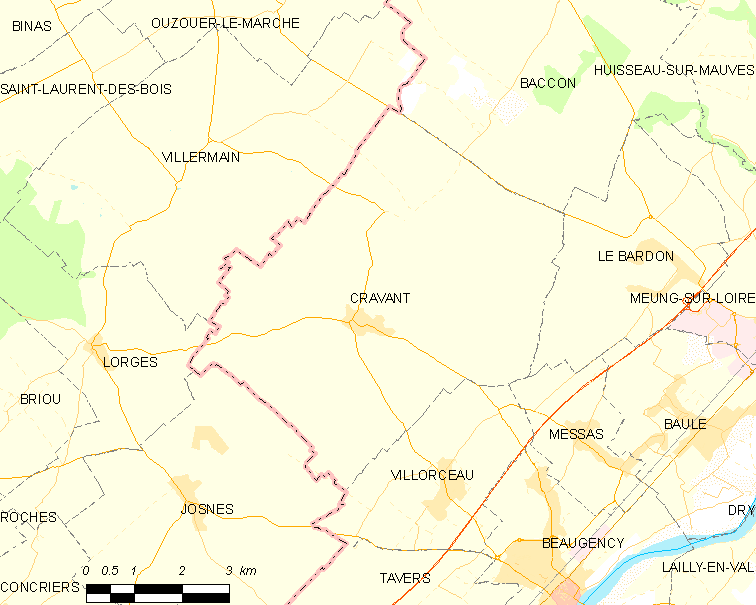
的OSM定位图

克拉旺的时区为UTC+01:00、UTC+02:00（夏令时）。

## 行政
克拉旺的邮政编码为45190，INSEE市镇编码为45116。

## 政治
克拉旺所属的省级选区为博让西县。

## 人口

1962-2008年间人口变化图示

克拉旺于2022年1月1日时的人口数量为951人。